# U-17-Fußball-Südamerikameisterschaft 2025
Die U-17-Südamerikameisterschaft 2025 (spanisch CONMEBOL Sudamericano Sub-17, portugiesisch CONMEBOL Sul-Americano Sub-17) ist die 20. Ausgabe der U-17-Südamerikameisterschaft, die von der CONMEBOL für die U17-Nationalmannschaften der Männer Südamerikas organisiert wird. Sie wird vom 27. März bis 12. April 2025 in Kolumbien ausgetragen.
Das Turnier sollte ursprünglich vom 4. bis 20. April 2024 in Venezuela stattfinden, bevor CONMEBOL beschloss, es nach Kolumbien zu verlegen, da Venezuela Gastgeber der U-20-Südamerikameisterschaft 2025 wurde.
Ab dieser Ausgabe wird das Turnier jedes Jahr gemäß dem von der FIFA für die U-17-Weltmeisterschaft eingeführten Jahreszyklus ausgetragen.
Durch die Erweiterung des Formats der U-17-Weltmeisterschaft qualifizieren sich ab dieser Ausgabe sieben Mannschaften für die U-17-Weltmeisterschaft. Das sind drei zusätzliche Plätze im Vergleich zu den vier CONMEBOL-Teams, die sich zuvor qualifiziert hatten. Die besten sieben Mannschaften qualifizieren sich als CONMEBOL-Vertreter für die U-17-Fußball-Weltmeisterschaft 2025 in Katar.